# Catedral de la Reina de la Paz (Long Xuyên)
La Catedral de la Reina de la Paz o simplemente Catedral de Long Xuyên (en vietnamita: Nhà Thờ Chình Toà Dức Maria Ban Hoá Binh) es el nombre que recibe un edificio religioso que se encuentra ubicado en Long Xuyên, ciudad capital de la provincia de An Giang, en la región del delta del Mekong en el sudoeste del país asiático de Vietnam.
El templo sigue el rito romano o latino y es la iglesia madre de la diócesis de Long Xuyên (Dioecesis Longxuyensis o Giáo phận Long Xuyên) que fue creada en 1960 mediante la bula "Christi mandata" del papa Juan XXIII. Fue consagrada formalmente en 1974.
Esta bajo la responsabilidad pastoral del obispo Joseph Trần Xuân Tiếu. Destaca una gran estatua dedicada a la Virgen María y una torre de 55 metros de altura.

## Véase también

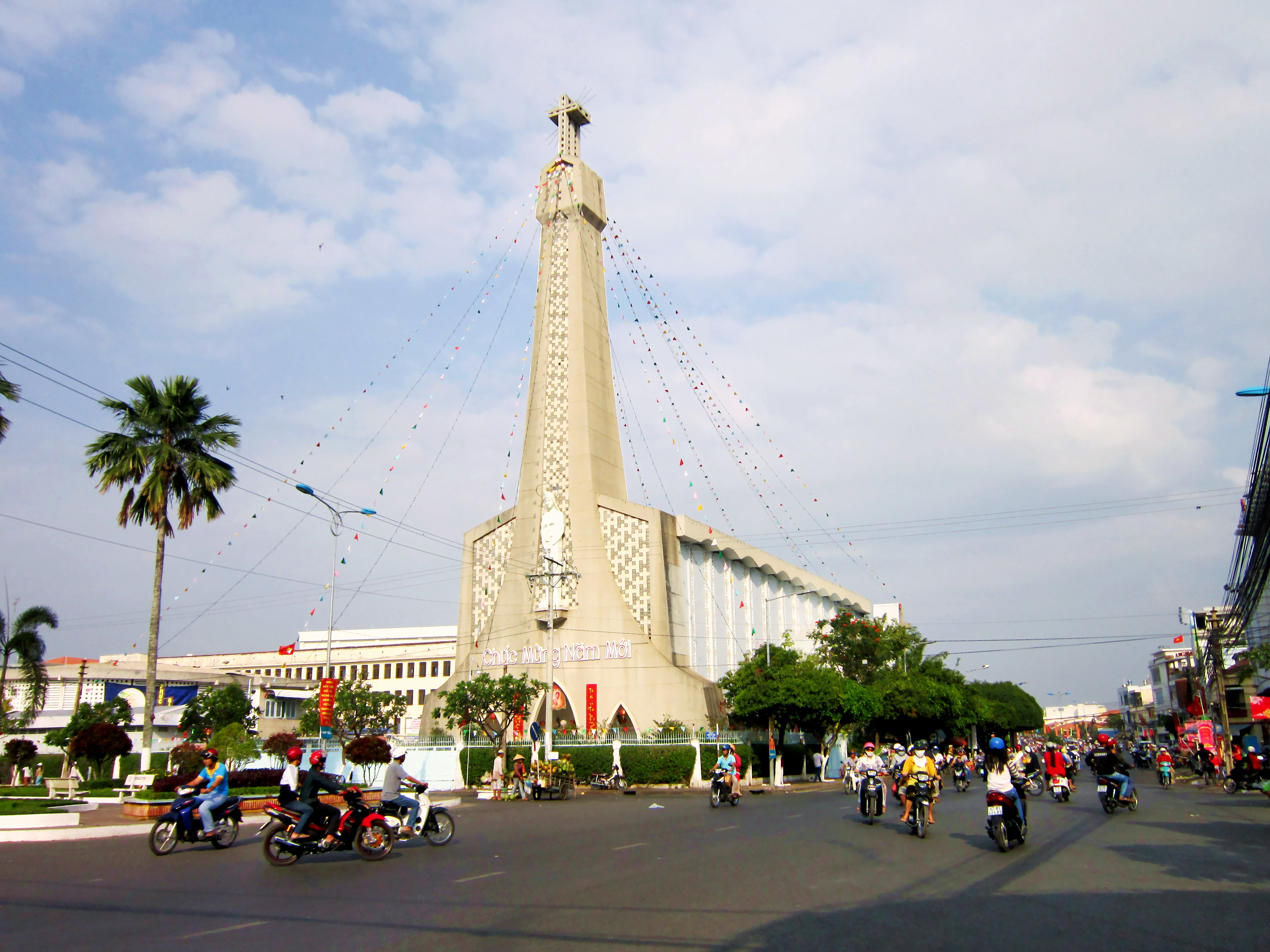
Otra vista del templo